# Kukai
Kūkai (空海, 774-835), ook bekend als Kōbō-Daishi (弘法大師) was de stichter van de Shingon-school (真言宗) van het Boeddhisme. Hij groeide op tijdens de Nara-periode en was vooral actief gedurende de Heian-periode.

## Biografie

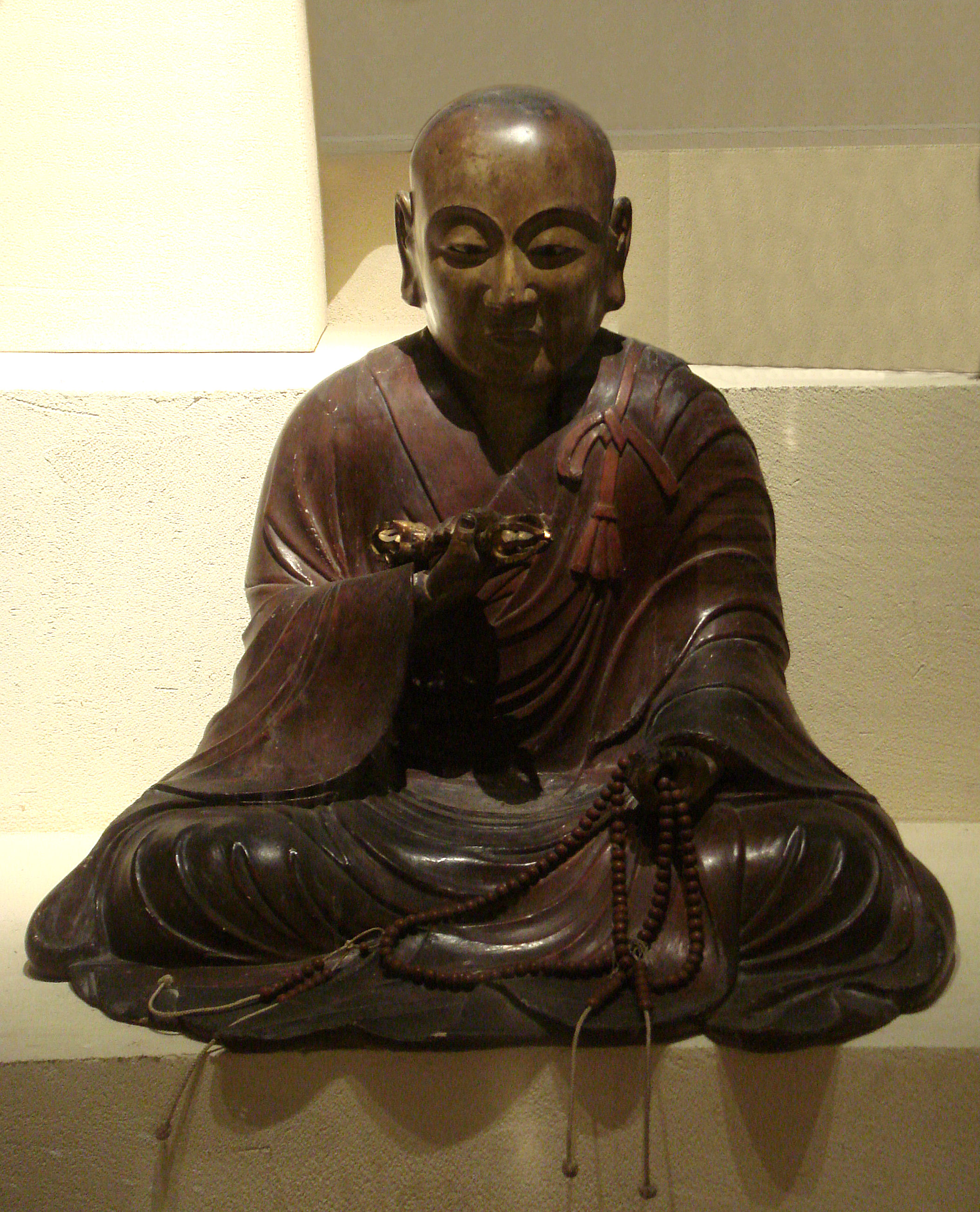
Houten beeld van Kūkai.

Kūkai werd geboren in 774 te Shikoku. Kūkai's geboortenaam was Saeki no Mao. Hij was afkomstig van de lokale aristocratische familie Saeki en werd al van jongs af aan gezien als een hoog begaafd persoon.
Toen hij veertien was, werd hij naar de hoofdstad Nagaoka-kyo gestuurd om daar het Confucianisme en het Taoïsme te bestuderen onder toezicht van zijn oom. Op zijn zeventiende ging hij naar de universiteit om daar de Chinese Klassieken te bestuderen, maar Kūkai was al snel ontevreden met de opleiding die hij daar kreeg en besloot te stoppen. Nadat hij de universiteit had verlaten, ging Kūkai het leven door als een rondreizende bedelmonnik. Hij was dus behoorlijk laag gevallen aangezien bedelmonniken geminacht werden door de regering en de aristocratie. Tijdens deze periode ontdekte Kūkai de boeddhistische praktijk van het reciteren van de mantra van de Bodhisattva Ākāsagarbha.
Kūkai ging naar de afgesloten berggebieden om daar de mantra te reciteren. Op zijn 24ste voltooide hij zijn eerste groot literair werk, de Sangō shiiki (三教指歸). In deze tekst vertelde Kūkai, over wat hij heeft geleerd over confucianisme, boeddhisme en taoïsme, en de redenen waarom hij boeddhisme verkoos boven de andere twee leren. Ook vertelde hij hoe hij tijdens zijn studententijd een boeddhistische priester leerde kennen die hem een esoterische meditatieve praktijk genaamd Kokūzōgumonji no ho heeft aangeleerd. De praktijk bestond erin een mantra een miljoen keer te reciteren, waardoor de beoefenaar buitengewone krachten van geheugen en wijsheid zou krijgen. In de tekst stonden ook citaten, die afkomstig waren uit de klassieken van het boeddhisme, confucianisme en het taoïsme. Hieruit kan worden afgeleid dat Kūkai waarschijnlijk veel tijd heeft doorbracht in de Nara-tempels. Deze waren met grote bibliotheken uitgerust.
Kūkai vond in het boeddhisme een concreet pad naar de verlichting dat lichamelijke praktijk en directe ervaring vereiste. Kūkai wilde echter niet betrokken raken bij de officiële scholen van het Nara-boeddhisme, omdat ze te veel de nadruk legden op de interpretaties van de geschriften zonder een theoretische basis te geven voor de rituele praktijk. In plaats daarvan verbleef hij in de afgelegen berggebieden van Shikoku als een bedelmonnik.
Tussen zijn 24ste en 31ste levensjaar zwierf hij rond in deze berggebieden en bezocht verschillende heilige plaatsen. Het was tijdens deze zoektocht dat hij kennis maakte met een esoterische boeddhistische tekst uit de zevende eeuw van Vairocana Dainichi Nyorai, de Mahāvairocana Sutra. Hij dacht dat deze tekst, met zijn dubbele nadruk op esoterische praktijk en doctrine, het soort kennis zou geven waar hij naar op zoek was. Al snel vond hij een recente Japanse vertaling van deze tekst, maar hij vond dat de tekst te cryptisch was. Ook stonden delen van de tekst nog in het Sanskriet geschreven.
Omdat de Mahāvairocana Sutra een esoterische tekst was, kon Kūkai de tekst niet volledig vatten aangezien het esoterisch Boeddhisme nog niet volledig geïmporteerd was in Japan. Vele begrippen zoals mandala, samaya en abhisheka zouden voor hem ongekend zijn geweest, hoewel esoterie niet volledig onbekend was voor Kūkai. Er waren echter geen relevante boeken over de esoterische leer beschikbaar, dus Kūkai kon de sutra enkel vanuit het Mahāyāna perspectief bekijken. Hij heeft gezocht naar iemand die hem deze sutra nader kon toelichten, maar hij vond niemand. Vandaar besloot hij om naar China te trekken om deze sutra te bestuderen.

#### Reis naar China
In 804 kon Kūkai mee naar China dankzij een missie, gesponsord door de regering. Hij reisde naar Ch’ang-an, de kosmopolitische hoofdstad van de Tang-dynastie. Kūkai kreeg van het Tangse hof een verblijfplaats toegewezen in de Xi Ming-tempel. In deze tempel begon hij zijn studie over het Chinese boeddhisme. Kūkai studeerde ook Sanskriet en het Siddhamse schrift onder de Gandharaanse pandit Prajñā. Al snel maakte Kūkai vooruitgang met zijn studies, waardoor hij de aandacht van Hui-kuo (惠果, Jpn. Keika) wist te trekken. Kūkai werd een discipel van Hui-kuo. Hui-kuo leerde Kūkai een aantal mandala's aan. Onder Hui-kuo leerde Kūkai ook nog een aantal complexe rituelen. Hui-kuo zei dat het onderwijzen van Kūkai hetzelfde was als "het overgieten van water van de ene vaas in de andere vaas" omdat Kūkai alles zo snel absorbeerde. Hij werd de lieveling van Hui-kuo en werd later aangewezen als de opvolger van zijn meester. Zo werd hij de achtste patriarch van het Chen-yen Boeddhisme. Tijdens zijn verblijf in China heeft hij onder andere ook Chinese kalligrafie, Chinese poëzie en nog verschillende kleine kunsten gestudeerd, allemaal onder respectabele meesters. Kūkai verwachtte twintig jaar te studeren in China, maar hij had maar enkele maanden nodig om zijn studies te voltooien.

#### Terugkeer naar Japan
In 806 keerde Kūkai terug naar Japan. Hij kwam aan in Kyūshū met een groot aantal sutra's, collecties van mandalaschilderijen, verhandelingen en commentaren, boeken vol met poëzie, en ritueel gereedschap. In Kyūshū schreef hij de Shorai mokuroku. Deze bevatte een beknopte uitleg over de activiteiten die hij deed in China, een uitleg over de onderscheid van esoterisch boeddhisme en een lijst met de items die hij in China heeft verzameld en mee heeft gebracht naar Japan. Hij mocht de hoofdstad echter niet betreden vanwege politieke onrust en werd verplicht nog drie jaar in Kyūshū te verblijven. Met het aantreden van de nieuwe keizer, Saga, werd Kūkai in 809 bevolen om naar de nieuwe hoofdstad Heian-kyō te verhuizen en daar te verblijven in de Takaosan-ji-tempel, het centrum van de boeddhistische wereld van Heian-kyō. In de jaren na zijn terugkeer vanuit China heeft hij weinig weten te bereiken, vanwege zijn slechte relatie met het hof. Hij heeft zich wel kunnen bewijzen als groot kalligraaf, waardoor hij vaak werd uitgenodigd om naar het paleis te komen om daar brieven te schrijven in de naam van de keizer.
In 810 werd Kūkai aangewezen als het administratief hoofd van de Tōdaiji-tempel in Nara. De Tōdaiji was de belangrijkste tempel van het land. Hoewel hij deze positie aanvaardde, verkoos hij de Takaosanji als zijn hoofdkwartier, waar hij nog tot 823 verbleef. In 810 vroeg Kūkai toestemming aan de keizer om bepaalde esoterische rituelen uit voeren voor de nationale veiligheid. De keizer liet dit toe en zo kon Kūkai de eerste publieke esoterische ritueel uitvoeren. Dit was het begin van het uitbloeien van het esoterisch boeddhisme in Japan. Dankzij verschillende publieke ceremonies werd Kūkai erkend als de meester van het esoterisch boeddhisme in Japan. Tijdens zijn verblijf in de Takaosanji voltooide hij veel van zijn werken voor de Shingonschool: "Verlicht worden in dit bestaan zelve"; "De betekenis van geluid, woord, realiteit"; "De betekenissen van het woord Hum"; allemaal geschreven in 817. Kūkai was ook druk bezig met het schrijven van poëzie, het uitvoeren van rituelen en het schrijven van epitafen en gedenkschriften op aanvraag. Zijn populariteit aan het hof groeide en verspreidde zich verder. In 816 verzocht hij de keizer hem de berg Kōya (高野山) te schenken om er het hoofdkwartier van het Shingon-boeddhisme te maken.

#### Berg Kōya (高野山 Kōya-san)

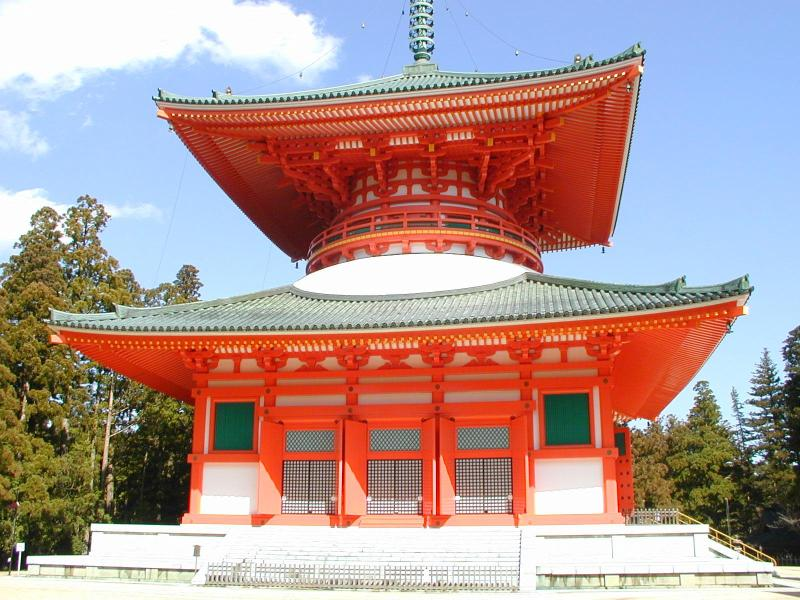
Konpon Daito, het centrale punt van de berg Kōya.

De berg is zuidoosten van de hoofdstad gesitueerd en is de hoogste berg in de omgeving. Het heeft een centraal plateau van ongeveer 5.5 km op 2.5 km en er is een overvloedige watervoorziening. Het was dus een ideale plek voor Kūkai om zijn school op te bouwen. De berg was vrij van alle staatscontrole dankzij de keizer. Kūkai zond meteen een aantal discipelen naar de berg. Pas in 818 kon hij zich vrijmaken van zijn vele plichten om de berg te bezoeken. De berg werd in 819 officieel heilig verklaard m.b.v. rituelen die 7 dagen duurden. Omdat Kūkai niet op de berg kon blijven vanwege zijn plichten vertrouwde hij de berg toe aan een van zijn oudere leerlingen. Een groot deel van Kūkai's tijd ging in het verzamelen van geld voor zijn project. Kūkai's visie was dat de berg een representatie moest worden van de mandala's die aan de basis liggen van het Shingon Boeddhisme. In het centrum van de tempel bevond zich een enorm standbeeld van de Mahāvairocana Boeddha, de personificatie van de 'Ultieme Realiteit'.

#### De Tōji tempel
In 823 vroeg keizer Saga aan Kūkai om de Tōji (Oostelijke Tempel) en de Saiji (Westelijke Tempel) over te nemen en ze af te werken. Saga gaf Kūkai de complete vrijheid betreffende het afwerken van de tempels. Dit gaf Kūkai de mogelijkheid om van de Tōji het eerste esoterisch Boeddhistische centrum in Heian-kyō te maken. Keizer Saga trad kort hierna af. De nieuwe keizer, Junna, nam Kūkai ook hoog in waarde op. Op aanvraag van de keizer heeft Kūkai, samen met andere Japanse Boeddhistische leiders een document ingeleverd waar de geloven, de praktijken en belangrijke teksten van het esoterische Boeddhisme in geschreven stonden. Keizer Junna keurde de documenten goed. Voor het eerst gebruikte Kūkai de term Shingonshū (真言宗).
Een keizerlijk besluit gaf Kūkai de toestemming om de Tōji exclusief te gebruiken voor de Shingon-school. Dit was ongebruikelijk want normaal staan de tempels open voor alle vormen voor Boeddhisme. Daarbij gaf het keizerlijk besluit hem ook de toestemming om 50 monniken in de tempel te behouden en ze in de leer van de Shingon te trainen. Dit was de laatste stap om van Shingon een onafhankelijke Boeddhistische beweging te maken.
In 824 werd Kūkai officieel toegewezen aan het bouwproject van de tempel. In datzelfde jaar werd hij aangenomen als administratief werker in de Sōgō.
In 825 liet Kūkai een lectuur hal in de Tōji bouwen, die precies volgens Shingon principes werd ingericht. In datzelfde jaar werd Kūkai uitgenodigd om de leraar van de kroonprins te worden. Het jaar daarop startte hij in de constructie van een grote pagode in de Tōji. Deze raakte echter niet af voor zijn dood.
In 828 opende Kūkai zijn school van kunst en wetenschappen (Shugei shuchi-in). Deze school was open voor alle sociale klassen dat in tegenstelling tot de enige andere school in de hoofdstad die enkel open was voor de aristocratie. De school onderwees het Boeddhisme, Confucianisme en Taoïsme. Daarbij kregen de leerlingen ook gratis maaltijden. Het laatstgenoemde was essentieel voor de armen. De school sloot zijn deuren 10 jaar na de dood van Kūkai.

#### Laatste jaren
Tegen het einde van zijn leven, rond 830, voltooide hij de Himitsu mandara jūjūshinron bestaande uit 10 volumes en kort daarop voltooide hij de beknopte versie ervan, de Hizō hōyaku bestaande uit 3 volumes. Rond 831 wilde Kūkai met pensioen gaan wegens zijn gezondheid, maar de keizer liet dit niet toe. Hij kreeg in plaats daarvan ziekteverlof. Tegen het einde van 832 ging Kūkai terug naar de berg Kōya en verbleef daar voor de rest van zijn leven. In 834 verzocht hij het hof een Shingon kapel te bouwen in het paleis om rituelen uit te voeren die het welzijn van de staat zouden verzekeren. Dit verzoek werd goedgekeurd en de Shingon rituelen werden geïntegreerd in de officiële hofkalender van gebeurtenissen.
Toen Kūkai het einde voelde aankomen, stopte hij met eten en drinken en wijdde zich volledig toe aan meditatie. Kūkai overleed op 21 maart 835 op 62-jarige leeftijd. Kūkai kreeg geen ceremoniële begrafenis, maar hij werd begraven aan de oostelijke piek van de berg Kōya. Kūkai verkreeg nog de honorabele titel Kōbō-Daishi van keizer Daigo.
De legende zei dat Kūkai niet gestorven is, maar dat hij in een eeuwige samadhi (diep geconcentreerde meditatie) is getreden en nog steeds op Kōya-san leeft, wachtend op de verschijning van de volgende Maitreya Boeddha.